# 朴安洙
朴 安洙（パク・アンス、韓国語: 박안수、1968年9月23日 - )は、大韓民国の軍人。階級は陸軍大将。
第51代大韓民国陸軍参謀総長。2024年12月3日、尹錫悦大統領の非常戒厳令宣布により、戒厳司令部の戒厳司令官に任命された。

## 経歴
1968年9月23日、慶尚北道清道郡の出身。1986年陸軍士官学校に入学(46期)し、1990年3月1日大韓民国陸軍の少尉として任官される。
大領（大佐に相当）のときは陸軍本部情報作戦参謀部作戦課長など、准将のときは陸軍第2作戦司令部教育訓練処長と第8軍団参謀長、地上作戦司令部作戦参謀部作戦計画処長等を務めた。
2023年9月26日に開催された建軍75周年記念国軍の日の行事では、行事の企画担当と諸兵指揮官を兼任した。同年10月30日には陸軍参謀総長に任命された。
2024年12月3日、尹錫悦大統領の非常戒厳宣布により、戒厳司令部の戒厳司令官に任命された。朴安洙は、布告令を通じて国会と地方議会、政党の活動と政治的結社、集会、デモなどすべての政治活動を禁じ、言論と出版などの統制を宣言した。しかし、国会が全会一致で戒厳令の解除を要求し、尹は戒厳令を数時間後に解除した。4日に金龍顕国防部長官に辞意を伝えたが、尹大統領に慰留された。
朴は同月5日に国会の国防委員会で証言し、尹大統領の宣布によって初めて戒厳令について知ったと主張した。また、軍部隊の戒厳兵の国会進入や戒厳司令官の任命などについては金長官が主導したと証言した。戒厳司令官に任命された際、朴は金長官からすべての軍事活動の責任を負うと言われたという。
同月12日に職務停止（代理として第2作戦司令官の高昌俊大将が任命）、同月17日、内乱の重要任務従事と職権乱用の容疑で検察に逮捕された。

## 私生活
孫権熙と結婚し、3人の息子をもうけた。
韓国キリスト教軍人連合会（한국기독군인연합회）では、国防部支会の指導委員を経て、会長を務めた。